# Arabisch-Europese Liga
De Arabisch-Europese Liga (afgekort AEL) is een beweging in België en Nederland van Arabisch-islamitische signatuur. De vereniging is in 2000 in Antwerpen opgericht door Dyab Abou Jahjah, die van Libanese afkomst is. Hij was tot 2007 de federale voorzitter van de AEL.

## Profiel
De AEL is tegen gedwongen assimilatie, maar voor integratie op basis van de eigen identiteit. Ze benadrukt het concept 'Arabische identiteit' en kent daaraan een brede en grote betekenis toe.
Volgens het concept-programma AEL-Nederland 2003-2005 is het hoofddoel van de partij het versterken van de maatschappelijke positie van onze gemeenschap en onze mensen en het onderhouden van positieve relaties met anderen op basis van wederzijds respect en verdraagzaamheid. Daarbij wil de AEL de belangen van de Arabische en islamitische immigrantengemeenschappen in Europa en de belangen van de Arabische en islamitische wereld (de oemma) bevorderen en verdedigen. De partij wil daartoe onder meer de Arabisch-islamitische identiteit, taal en cultuur verdedigen en bevorderen.
Belangrijkste programmapunten van de AEL:
- een democratische partij oprichten
- erkenning van islamitische feesten, zoals het offerfeest, als nationale feesten.
- oprichting van islamitische scholen, verzorgingshuizen en bureaus voor hulpverlening.
- bestrijding van drugsgebruik.
- steun voor ontmanteling van de staat Israël (door de partij de zionistische entiteit (zie: zionisme) genoemd).
- promoten van democratie in de Arabische wereld.

## Deelname aan Belgische verkiezingen
De AEL deed op 18 mei 2003 samen met de Belgische PVDA mee aan de Belgische Federale parlementsverkiezingen onder de naam RESIST, die minder stemmen kreeg dan de lijsten van de PVDA op vorige Senaatsverkiezing, maar meer in de Antwerpse kieskantons, wat betekent dat de etnische, allochtone kiezers van de AEL in Antwerpen de lijst steunden, maar niet de traditionele, extreemlinkse kiezers van de PVDA.
- lijst PVDA voor de Senaat in 1999 (kieskring Vlaanderen en Brussel): 24.150 stemmen (0,62%)
- lijst RESIST voor de Senaat in 2003 (kieskring Vlaanderen en Brussel): 17.604 stemmen (0,43%)
- lijst PVDA voor de Kamer in 1999 (kieskring Antwerpen): 8958 stemmen (0,84%)
- lijst RESIST voor de Kamer in 2003 (voor dezelfde Antwerpse kieskantons): 10.059 stemmen (0,90%)

In juni 2003 richtte de AEL de Moslim Democratische Partij (MDP) op, ten gevolge van de nederlaag van RESIST. Een jaar later stond deze MDP op de lijsten voor de gewestelijke verkiezingen in de provinciale kieskringen Antwerpen en Oost-Vlaanderen. De resultaten waren in juni 2004: 2882 stemmen (0,27%) in Antwerpen, 1305 stemmen (0,14%) in Oost-Vlaanderen.
Bij de gemeentelijke en provinciale verkiezingen van oktober 2006 kwamen ze niet op en ondersteunde de PVDA. Dyab Abou Jahjah verhuisde eerst naar Boom en dan naar Schaarbeek (de tweede grootste gemeente van het Brussels Hoofdstedelijk Gewest) in de zomer van 2004; Tijdens de invasie van Libanon door Israël in 2006 trok hij ter ondersteuning een paar weken naar het conflictgebied. Bij zijn terugkeer kondigde hij een definitieve terugkeer naar Libanon aan.

## Nederlandse afdeling
Nabil Marmouch was voorzitter. Hij bezat een ICT-bedrijf in het centrum van Utrecht. Een gerechtstolk infiltreerde de AEL voor de AIVD. Het bestuur ontdekte dit en heeft de AIVD'er de deur gewezen. In november 2005 zei de AEL geen Nederlandse moslimpartij op te willen richten en dat ze in het Nederlandse politieke debat volledig zijn genegeerd, ook deden ze bij de verkiezingen van 22 november 2006 niet mee. In 2008 en 2009 trad Abdou Bouzerda naar buiten voor de Nederlandse afdeling.

## Borgerhout
In 2002 was er in de Antwerpse deelgemeente Borgerhout een grote aanwezigheid van jonge derde generatie migranten. Deze klaagden over toenemend racisme bij overheid en vooral de politie. Het Vlaams Blok had er een grote invloed onder de bevolking. Dyab Abou Jajah bekommerde zich om deze jongeren en steunde hun verzet tegen racisme. Hij zette begin november 2002 burgerpatrouilles in om de politie te volgen wanneer die acties ondernam, om zo hun racisme te registreren. Dit resulteerde in heel wat discussie.
Op 24 november 2002 doodde een 66-jarige man zijn 27-jarige buur en leraar Mohammed Achrak te Antwerpen in de Schapenstraat te Antwerpen, vlak over de grens met Borgerhout. De vrienden, kennissen en buren die toestroomden, noemden dit een racistische moord. Hierdoor ontstond er een mars door Borgerhout welke tot een botsing leidde met de politie en enkele Vlaams Blokkers. Dyab Abou Jajah stelde zich hierbij op als woordvoerder van de groep. De toestand escaleerde tot een kleine schermutseling en een heftig woordenwisseling tussen de politieleiding en Dyab Abou Jajah.
Deze gebeurtenissen leidden tot een reeks van protesten, zowel tegen het heersende racisme als tegen de rol van Dyab Abou Jajah. Premier Verhofstadt hield op 26 november voor het parlement een geëmotioneerde toespraak waar hij tot arrestatie van Dyab Abou Jajah opriep. Dezelfde avond werd deze te Deurne aangehouden op verdenking van de vorming van een privémilitie. Op 3 december 2003 werd hij vrijgelaten onder voorwaarden. Voor de vorming van een privémilitie werden hij en 10 anderen leden van AEL op 1 juni 2006 door de raadkamer vrijgesproken. Er zou nog wel een rechtszaak volgen omtrent zijn betrokkenheid bij de rellen in 2002. Op 21 december 2007 werd hij door de rechtbank veroordeeld tot 1 jaar cel. In hoger beroep werd hij op 20 oktober 2008 vrijgesproken.
De raadkamer oordeelde op 6 mei 2003 dat de dader van de moord in Borgerhout geestelijk gestoord (paranoïde schizofrenie) en niet toerekeningsvatbaar was en beval internering. Dit gebeurde na onderzoek van gerechtspsychiaters en een reeks aan Gazet Van Antwerpen gestuurde brieven van de dader.
De AEL diende omtrent de gebeurtenissen te Borgerhout een klacht wegens racisme in tegen de politie die ongegrond werd verklaard.

## Cartoons

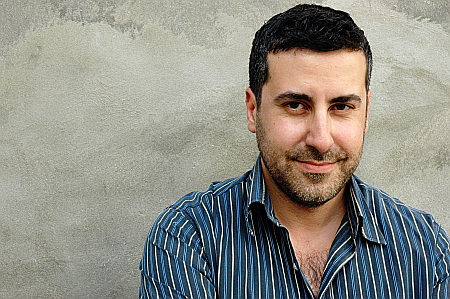
Dyab Abou Jahjah in 2008

Op 4 februari 2006 plaatste Dyab Abou Jahjah op de website van de AEL cartoons (over o.a. de Sjoah) als reactie op het veelvuldige herdrukken van de cartoons, die in een Deense krant waren gepubliceerd en door veel moslims gezien werden als belediging van Mohammed en de Oemma, en op "de vele lesjes in de vrijheid van meningsuiting die Arabieren en Moslims geleerd werden". De AEL zei van het begin af aan dat de tekening niet was bedoeld om te kwetsen, maar om mee te doen aan het maatschappelijk debat. De organisatie wilde aantonen dat het Westen er een dubbele moraal op na houdt.

### Aanklacht
Het CIDI diende vanwege de cartoons van de AEL een aanklacht in wegens aanzetten tot haat. De AEL beroept zich, net als de Deense krant, bij de publicatie van deze cartoons op de vrijheid van meningsuiting. Op 2 september 2009 maakte het OM bekend AEL voor een bepaalde cartoon te vervolgen, omdat deze de Holocaust zou ontkennen. De cartoon toont twee mannen met keppeltje bij een bord met het woord ‘Auschwitch’ (sic). Er liggen lijken. Een van de mannen zegt: “Ik denk niet dat het Joden zijn”. De ander antwoordt: “tja, we moeten de zes miljoen op de een of andere manier toch halen!”

### Vrijspraak
Op 22 april 2010 sprak de rechtbank in Utrecht de Arabische Europese Liga vrij van belediging van Joden. De rechtbank noemde de cartoon wansmakelijk en kwetsend, maar vond dat de vrijheid van meningsuiting zwaarder moest wegen. Ook de tekenaar zelf is vrijgesproken.

### In beroep veroordeeld
Op 19 augustus 2010 veroordeelde het gerechtshof Arnhem de AEL in beroep tot 2500 euro boete waarvan 1500 voorwaardelijk. Het hof oordeelde de cartoon toch ‘onnodig grievend’. Het hof schrijft onder meer: “De holocaust is een diepzwarte bladzijde in de geschiedenis van het mensdom. De suggestie dat deze, nota bene door de slachtoffers, op slinkse wijze zou worden verzonnen of overdreven, is buitengewoon krenkend voor de slachtoffers en hun nabestaanden, in deze zaak de Joden”.